# 強烈熱帶風暴天鷹 (2011年)
熱帶風暴天鷹（英語：Severe Tropical Storm Washi，聯合颱風警報中心：WP272011，國際編號：1121，菲律賓大氣地球物理和天文管理局：Sendong）為2011年太平洋颱風季第21個被命名的風暴。「天鷹」（わし）一名乃由日本提供，是天鷹座的意思。天鷹曾一度被日本氣象廳評為熱帶風暴（十分鐘最高平均風速為45節（83每小時；52英里每小時）），後來據事後統計數據，天鷹的實際十分鐘最高平均風速為50節（93每小時；58英里每小時），於是氣象廳修訂強度為強烈熱帶風暴。。由於瓦西重創菲律賓，颱風委員會把瓦西除名，由「天鴿」取代（落選者為「天鵝」和「孔雀」）。

## 發展過程
12月12日，聯合颱風警報中心將位於西北太平洋的熱帶擾動評為LOW。
12月13日，聯合颱風警報中心發出熱帶氣旋形成警報並給予評價HIGH評價，同日升格為熱帶低氣壓，編號為27W。
12月14日，聯合颱風警報中心將熱帶低氣壓升格為熱帶風暴，強度為35節（大約65公里每小時）。
12月15日，日本氣象廳升格為熱帶風暴，給予編號1121與命名天鷹。同日。聯合颱風警報中心曾在第八報將天鷹降格，但在第九報重新升格。香港天文台也在本日將天鷹升格為熱帶低氣壓，下午再升格為熱帶風暴。
12月16日，天鷹登陸菲律賓南蘇里高省靈伊格，聯合颱風警報中心預測天鷹在南海的強度被降為45節（大約85公里每小時）。
12月19日，香港天文台、聯合颱風警報中心和日本氣象廳對它發出最後報告分別將天鷹降格為熱帶低氣壓。

## 影響
天鷹在棉蘭老島造成超過200毫米的連續降雨，12月17日當地已有數百人死於山崩或洪水；某些地方在一小時內水位上升3.3公尺。
菲律賓大氣地球物理和天文管理局基於風暴造成當地至少逾千人死亡，故將Sendong除名，2012年6月以Sarah取代。
颱風委員會於2012年2月6日至11日舉行的第44屆年度會議將天鷹除名，並於2013年由「天鴿」（Hato）取代。
NDRRMC於2012年2月10日發出最終災情報告。

## 外部連結
- （英文）聯合颱風警報中心首頁 （页面存档备份，存于）
- （繁體中文）中央氣象局首頁 （页面存档备份，存于）
- （日語）日本氣象廳首頁 （页面存档备份，存于）
- （繁體中文）香港天文台首頁 （页面存档备份，存于）
- （繁體中文）澳門地球物理暨氣象局首頁 （页面存档备份，存于）